# 法国航空007号班机空难
法国航空007号班机空难发生于1962年6月3日，一架法国航空的波音707飞机在巴黎－奥利机场起飞时冲出跑道并解体，机上122名乘客和10名机组人员中仅2人生还。这次航班原计划经由纽约国际机场飞往亚特兰大机场，乘客大部分来自亚特兰大。

## 经过
空难发生于1962年6月3日11:34（UTC）。当时一架法国航空的注册编号为F-BHSM的波音707-328飞机准备执行包机任务。根据目击者描述和飞行记录器的数据显示，飞机于11:32收到允许从巴黎－奥利机场08跑道起飞的指令，在收到允许起飞指令6秒后开始达到最大推力。飞机开始滑跑20秒至40秒期间，加速度稳定于1.80米/秒2。飞机沿跑道中心线滑跑距离达到1500米时，指示空速达到147节的V1（决定起飞速率）。开始滑跑48秒后，滑跑距离已达1800米，指示空速达到158节的VR（仰转速率），此时机长开始拉杆，使飞机抬起前轮。然而飞机在滑跑距离2100米时仍没有完成抬轮动作，只是保持前轮略抬起的形态滑跑了4至6秒，最大速度达179节。随后，滑跑距离2600米时，前轮落下，开始刹车、打开推力反向器，在最后680米跑道上以平均1.2至1.3米/秒2的加速度减速，期间起落架处开始冒出浓烟。开始刹车250米后，飞机轻微向左偏离跑道中心线，同时襟翼放下至50度。继续减速250米后，飞机机身向右侧大幅倾斜，滑跑轨迹也偏向右方。其后，飞机以160节的速度沿跑道中心线冲出跑道，在不平整的草地上滑行，造成左起落架在冲出跑道110米后脱落，进而飞机向左偏转，1号和2号发动机擦地，左翼起火。在冲出跑道300米后，飞机冲过机场外的道路，右起落架也被折断，同时2号发动机脱落。飞机随后撞上了进近灯光系统，并在冲下通往塞纳河的陡坡的同时开始解体。机身前半部撞上了一座车库，机身后半部又向前衝了100米后停下。事故现场仍处在跑道中心线的延长线上，距跑道尽头已有550米，海拔89米。

## 飛機
空难中的飞机别名为叙利城堡号（法語：Chateau de Sully），使用4具普惠JT4A-9发动机，事发时由三人机组驾驶，共载有122名乘客和10名机组人员。仅两名位于机舱后部的乘务员得以幸存，另一名乘务员在医院伤重不治，其余人员全部遇难。

## 原因
空难调查显示，造成空难的首要原因可能是控制俯仰配平系统的电动机失效，从而使得起飞时操纵杆反应异常，飞行员无法修正水平尾翼相应舵面的错误设定，作出停止起飞的决定。然而，由于当时飞机的速度已经大幅超过了V1（决定起飞速率），飞行员已无法在跑道尽头前使飞机停下或减速到安全的程度，最终导致了空难的发生。

## 影响
空难发生时，机上122名乘客中有106名是亚特兰大艺术协会组织的艺术赞助人。他们刚结束了对欧洲主要城市的访问，准备返回亚特兰大。由于其中包括了亚特兰大各界名流，因此这场空难对亚特兰大社会造成了很大影响。时任市长在空难后代表遇难者家属亲赴空难地点调查并处理各项事宜。1968年，亚特兰大建成伍德洛夫艺术中心，用于纪念空难中遇难的乘客。法国政府也向亚特兰大艺术博物馆捐赠了一座奥古斯特·罗丹的雕塑作品。这场空难对亚特兰大的影响被认为和九一一袭击事件对纽约的影响类似。《奥利的爆炸：改变了亚特兰大的灾难》一书叙述了空难中遇难者的欧洲之行和空难对亚特兰大的影响。
这场空难发生于非裔美国人民权运动期间，美国社会各界也对此有不同反应。民权运动领袖马丁·路德·金和活动家哈利·贝拉方提宣布取消一次计划中的静坐，以示纪念及和解的姿态。传教士马尔科姆·X在洛杉矶表达了对空难的欣喜，认为遇难者全部是白人这一事实是真主对祈祷的回应，并因此被指责为“魔鬼”。
目前这一航班号被用于纽约肯尼迪国际机场至巴黎戴高乐机场的定期航班，由空中客车A380执飞。